# سوسن عامر
سوسن عامر (1937 -) هي فنانة تشكيلية وكاتبة سيناريو مصرية ، وتعد رائدة للفنانة المصرية. عملت كمدير وحدة بحوث بمركز دراسات الفنون الشعبية ومحاضر بكلية التربية النوعية وأستاذ بكلية التريبة الفنية.

## حياتها
ولدت بالقاهرة سنة 1937، تخرجت  في كلية التربية الفنية ، وكانت مديرة وحدة الأبحاث بأكاديمية الفنون ، وأستاذ بكلية التربية الفنية . وقد قامت بـتأليف كتاب وكتابة العديد من المقالات الخاصة بالفن الشعبى  ، والتي كانت لها آثر في ألهام أعمالها الفنية. وأصبحت سوسن مشهورة بفضل لوحاتها ومجموعة الملصقات على الزجاج  ، والجمع بين الأيقنة والصور الشخصية. ويُلاحظ أيضا أن أعمالها مستوحاة من فن العمارة العربية التقليدية ، والتي تتجلى في الألوان الغنية الرائعة.

## جوائز ومنح
- صالون القاهرة 1972، جائزة البحث (لجنة الفنون الشعبية المجلس الاعلى للثقافة)

## معارض
-معرض الفن المصري المعاصر في باريس 1972 
- معرض دولى في مدينة سبوليتو الإيطالية مايو 1983 .
-معرض الفنانات العربيات المصريات- واشنطن 1994 
- معرض الفنانات المصريات وتحديات العصرـ معهد جوتة الالمانى 1993.
-معرض الفن المعاصر (بيروت) 1995.
-معرض بكين للفنانات المصريات 1994-2005.
- معرض طشقند ديسمبر 1998، 2003 .
- معرض كوريا سبتمبر 2005 .
- معرض يوم المرأة العالمى بقاعة تووت بالدقى 2007 .